# Franck Thilliez

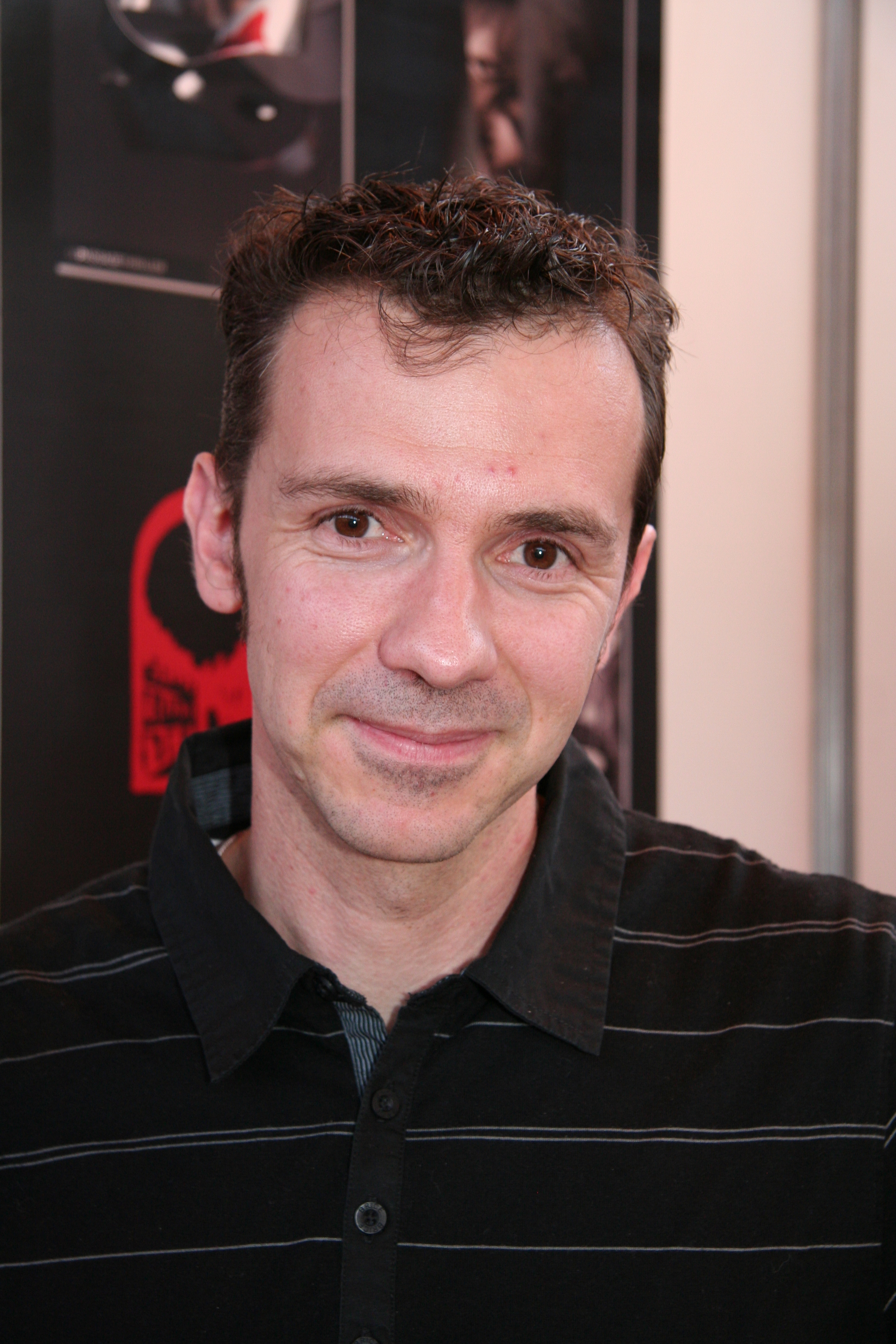
Franck Thilliez (2009)

Franck Thilliez (* 15. Oktober 1973 in Annecy, Département Haute-Savoie) ist ein französischer Ingenieur und Schriftsteller.

## Leben
Nach dem Schulbesuch in seiner Heimatstadt studierte Thilliez Ingenieurwissenschaften. Nach erfolgreichem Abschluss dieses Studiums beschäftigte er sich einige Zeit als Ingenieur mit neuen Technologien.
Nach den Erfolgen seiner ersten beiden Romane gab Thilliez seine Arbeit auf und widmete sich nur noch dem Schreiben. 2010 lebte Thilliez mit seiner Familie im Departement Nord.

## Ehrungen
- 2006 Prix SNCF du polar français für den Roman Die Kammer der toten Kinder

## Werke (Auswahl)
- Blutträume. Psychothriller („L'anneau de Moebius“). Ullstein, Berlin 2010, ISBN 978-3-548-28145-2
- Im Zeichen des Blutes. Psychothriller („La mémoire fantôme“). Ullstein, Berlin 2008, ISBN 978-3-548-26896-5
- Die Kammer der toten Kinder. Thriller („La chambre des morts“). Ullstein, Berlin 2009, ISBN 978-3-548-28104-9
- Der rote Engel. Thriller („Train d'enfer pour ange rouge“). Ullstein, Berlin 2009, ISBN 978-3-548-26917-7
- Sündentod. Kriminalroman („Deuils de miel“). Ullstein, Berlin 2010, ISBN 978-3-548-26918-4
- Öffne die Augen. Thriller („Le Syndrome E“). Goldmann, München 2012, ISBN 978-3-442-31293-1
- Monster („Gataca“). Goldmann, München 2014, ISBN 978-3-442-47763-0
- Sterbenskälte. Übers. Eliane Hagedorn, Barbara Reitz. Goldmann 2017

## Verfilmungen
- Alfred Lot (Regie): Die Kammer der toten Kinder. 2007.
- Julien Leclerq (Regie): La forêt des ombres. 2010/2011.